# Grüner See (Niedersachsen)
Der Grüne See ist ein See bei Melle-Buer nahe der niedersächsisch-nordrhein-westfälischen Landesgrenze. Mit nur knapp 1.000 m² ist er einer der größten Seen des Wiehengebirges ostwärts der Hunte und einer der nördlichsten Gebirgsseen Deutschlands.

## Geographie
Der Grüne See liegt im Landkreis Osnabrück und gehört zur Stadt Melle. Er befindet sich rund 4 km nordöstlich von Buer und etwa 400 m östlich des Großen Kellenberges (211 m ü. NN) und zirka 500 m westlich der Landesgrenze auf etwa 145 m ü. NN.
Sein Zufluss erfolgt an seinem Nordufer über den Drücke-Mühlenbach, der sich über einen kleinen Wasserfall, höchster des Wiehengebirges, in den See ergießt. In der Kaskade stürzen die Wasser rund 5 m in die Tiefe.
An seinem Südufer wird der See über den Drücke-Mühlenbach in die nur 2 km entfernte Hunte entwässert. Dieser Bach entspringt auf 240 m Höhe noch auf westfälischem Gebiet in Rödinghausen-Gehle. Er fließt zunächst dem Gefälle der Nordabdachung des Gebirges folgend gen Norden zum Eggetal hin, ändert nach etwas mehr als 600 m bei der Hunte/Große Aue-Wasserscheide seinen Lauf und fließt durch ein Durchbruchstal in die Hunte.

## Geschichte und Namensursprung
Der Grüne See verdankt seine Existenz einem kleinen Steinbruch, der bis 1936 betrieben wurde. Das dort seit 1902 gebrochene schieferartige Gestein wurde als Bruchstein für Gebäude und im Straßenbau verwendet. Ab dem Jahr 1917 wurde die Anlage als Steinbruch des Landkreises Osnabrück betrieben. Der Abbau musste dann aber wegen zu starken Zuflusses von Grundwasser eingestellt werden.
Im Jahr 2003 wurden der Seegrund und der Uferbereich durch den Heimatverein Buer (Stadtteil von Melle) aufwändig entschlammt.
Der Name Grüner See leitet sich aus der „türkis-grünen“ Färbung seines Wassers ab.

## Hydrologie
Von einer durchschnittlichen Niederschlagsmenge von 800 mm/Jahr in seinem Einzugsgebiet und einer Durchschnittstiefe von einem Meter ausgehend, hat der See einen jährlichen Zufluss von etwa 95.000 m³ aus beschriebenem Bach und 800 m³ aus direktem Eintrag durch Niederschlag auf die Seefläche. Entsprechend wird das Seewasser rund 100-mal im Jahr, oder anders ausgedrückt, alle 3 bis 4 Tage ausgetauscht.

## Erreichbarkeit des Sees
Der Grüne See liegt unweit östlich der Kreisstraße 203 (Kellenbergstraße) und ist von einem Parkplatz über einen ausgeschilderten Pfad bequem in fünf Minuten zu Fuß zu erreichen. Unweit befindet sich zudem die Bushaltestelle „Markendorf-Grüner See“. Am Westufer ist eine kleine Schutzhütte mit Sitzgelegenheit vorhanden. Informationstafeln übermitteln Wissenswertes über den See und die nähere Umgebung. Als Badesee ist er auch aufgrund seiner schattigen Lage im Wald sowie des hohen Wasseraustausches und der daraus resultierenden geringen Wassertemperatur eher ungeeignet, zudem mangelt es an geeigneten „Liegeflächen“. Vom See führt ein zunächst steiler, im weiteren Verlauf jedoch bequemer Wanderweg auf den westfälischen 274 m hohen Nonnenstein, auf dessen Gipfel ein offen zugänglicher Aussichtsturm steht.
In der Nähe, ca. 1,8 km in nordöstlicher Richtung, an der Kreuzung zwischen der K 203 und der K 40/K 79 am Südrand der Streusiedlung Büscherheide bietet eine Schänke gutbürgerliche, Eggetaler Küche.

## Bildergalerie

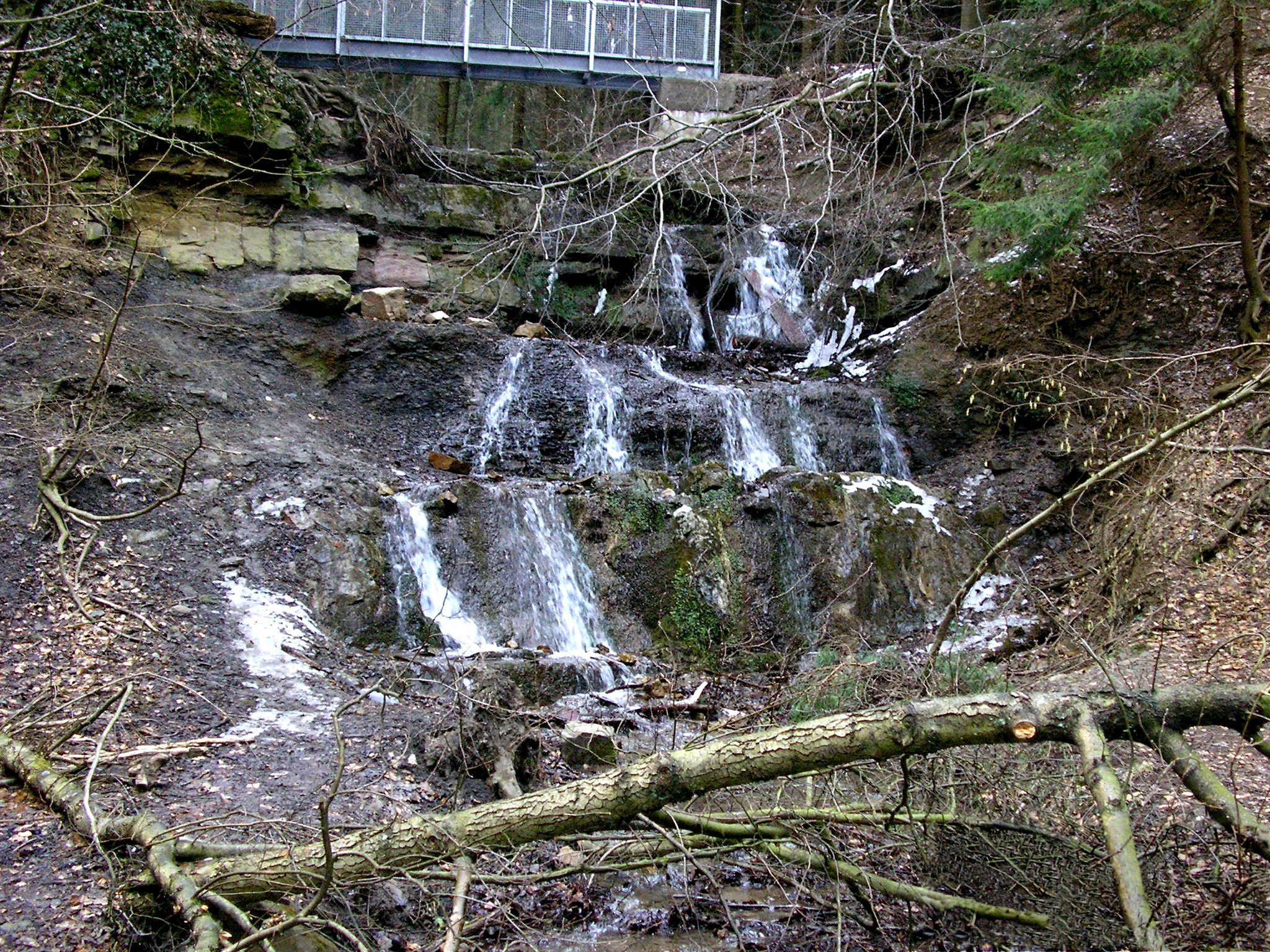
Der größte Wasserfall des Wiehengebirges am Grünen See, März 2006
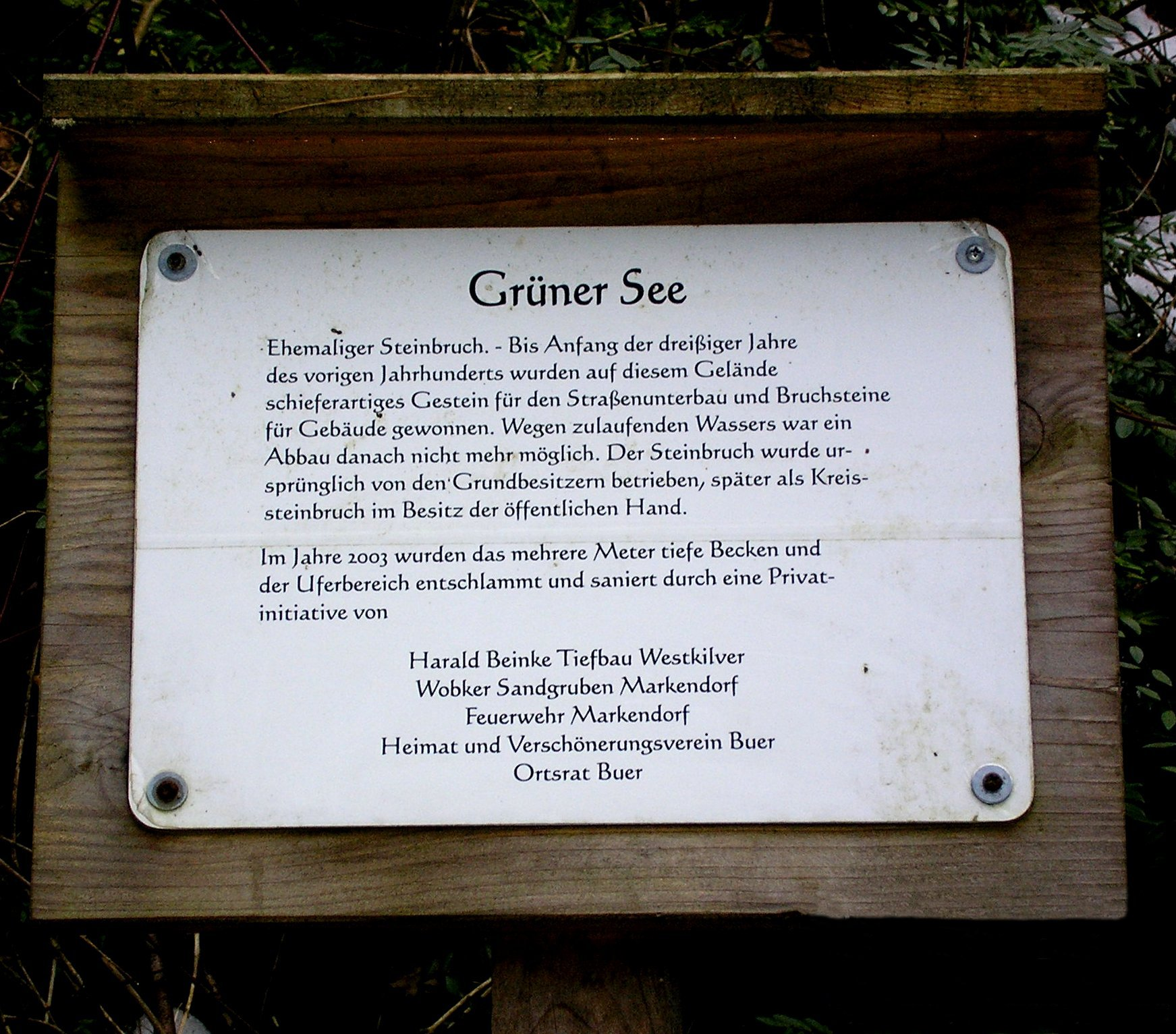
Informationstafel am Grünen See
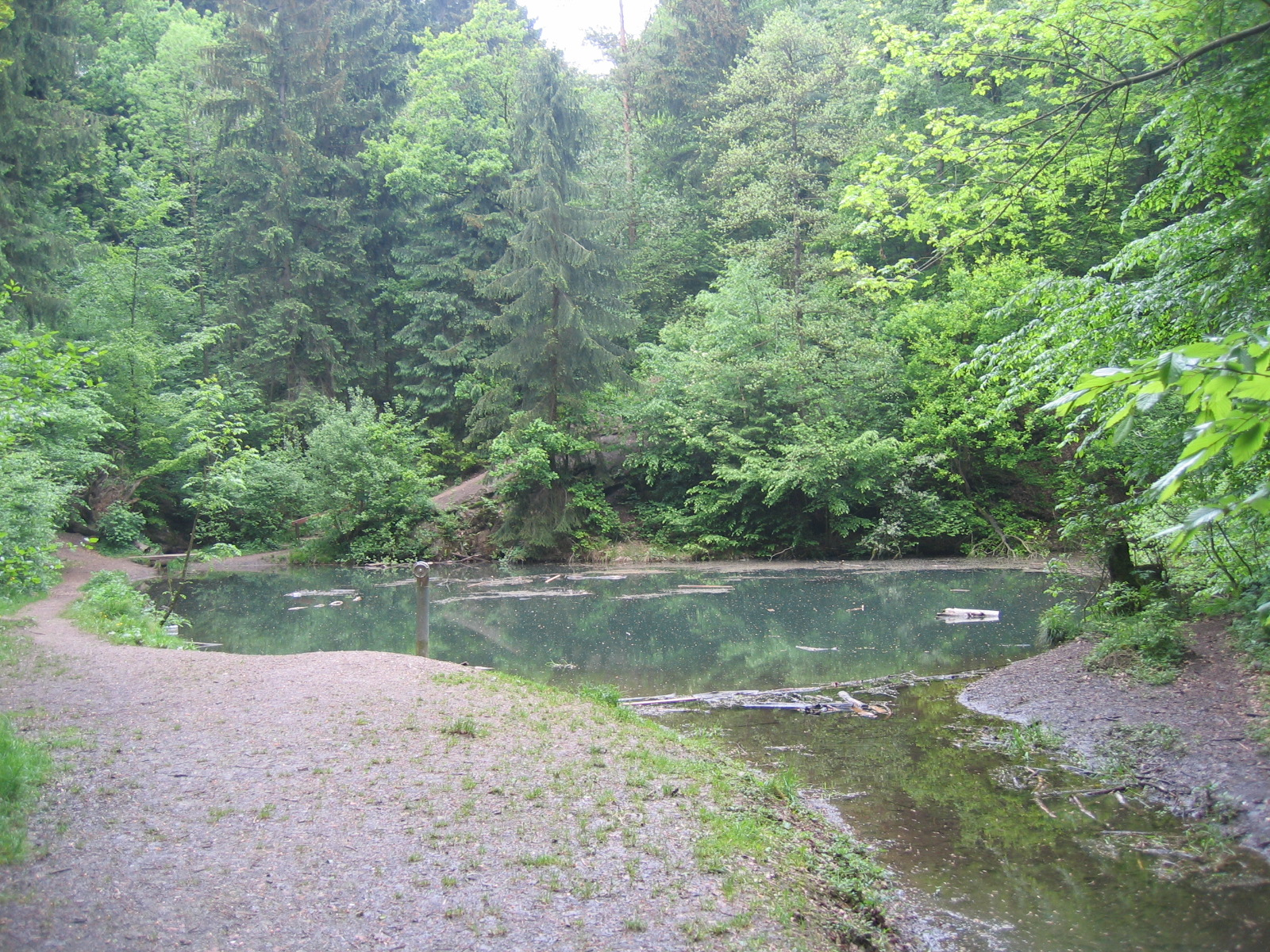
Grüner See mit Abfluss im Vordergrund, 2009